# San Pedro de la Nave-Almendra
San Pedro de la Nave-Almendra es un municipio español de la provincia de Zamora, en la comunidad autónoma de Castilla y León.

## Geografía
El municipio se encuentra enclavado en la comarca de la Tierra del Pan y está formado por las localidades de Almendra, El Campillo y Valdeperdices.

## Historia
En el cerro de los Tesoros se encontraron restos de un núcleo urbano con materiales datados en el Alto Imperio romano. Con posterioridad también estuvo poblado, en cuanto que la iglesia visigoda —que fue hospedería de peregrinos— data del siglo VII y en el año 907 recibió de Alfonso III de León la donación de Valdeperdices, siendo luego priorato dependiente de Celanova.
El «Señorío de San Pedro de la Nave», de la Orden de San Benito, estuvo integrado por esta localidad, El Campillo, Villanueva, La Puebla, Valdeperdices y Villaflor. Los frailes benitos ejercían su jurisdicción con derecho de barca y pesca sobre el río Esla, y cañal en el río Aliste.
Almendra perteneció a la diócesis de Zamora, motivo por el que sus obispos le dieron varios fueros en el siglo XIII, intentando de esa manera organizar su repoblación e impulsar la construcción de aceñas. Así, los vecinos de estos lugares pagaron a sus respectivos señores tributos feudales por el aprovechamiento del término, monte, pastos y agua. Estos señoríos eclesiásticos se mantuvieron hasta la Desamortización.
Al crearse las actuales provincias en la división provincial de 1833, las localidades del municipio quedaron encuadrados en la provincia de Zamora, dentro de la Región Leonesa, la cual, como todas las regiones españolas de la época, carecía de competencias administrativas.
En 1933 el municipio de San Pedro de la Nave vio reducido el número de poblaciones que lo integraban, que pasaron a ser Valdeperdices, Almendra y El Campillo. Hasta ese año, el municipio lo formaban, aparte de estas, La Pueblica, Villaflor y Villanueva de los Corchos. La reorganización de 1933 se produjo por la construcción del embalse de Ricobayo, debido a que las aguas pasaron a impedir la comunicación entre las poblaciones, desapareciendo San Pedro de la Nave y La Pueblica (siendo trasladada la población de este último a tierras sayaguesas, naciendo así Pueblica de Campeán. Asimismo, se trasladó a El Campillo la iglesia visigótica de San Pedro de la Nave, uno de los mayores exponentes de la arquitectura visigoda.
Tras la constitución de 1978, este municipio pasó a formar parte en 1983 de la comunidad autónoma de Castilla y León, en tanto que pertenecían a la provincia de Zamora.

## Geografía humana

### Demografía
Cuenta con una población de 322 habitantes (INE 2024).
| Gráfica de evolución demográfica de San Pedro de la Nave-Almendra entre 1842 y 2021 |
| |
| Población de derecho según los censos de población del INE Población de hecho según los censos de población del INEEn estos censos se denominaba San Pedro de la Nave: 1842, 1857, 1860, 1877, 1887, 1897, 1900, 1910, 1920, 1930, 1940 y 1950 Entre el censo de 1857 y el anterior, crece el término del municipio porque incorpora a 495005 (Almendra) y 495152 (Valdeperdices) |

| --            | 601 | 549 | 758 | 876 | 1168 | 1017 | 797 | 535 | 347 |
| (Fuente: INE) |     |     |     |     |      |      |     |     |     |

Comentarios:
- Entre el censo de 1857 y el anterior, crece el término del municipio de San Pedro de la Nave porque incorpora a Almendra y Valdeperdices.

## Patrimonio

### San Pedro de la Nave

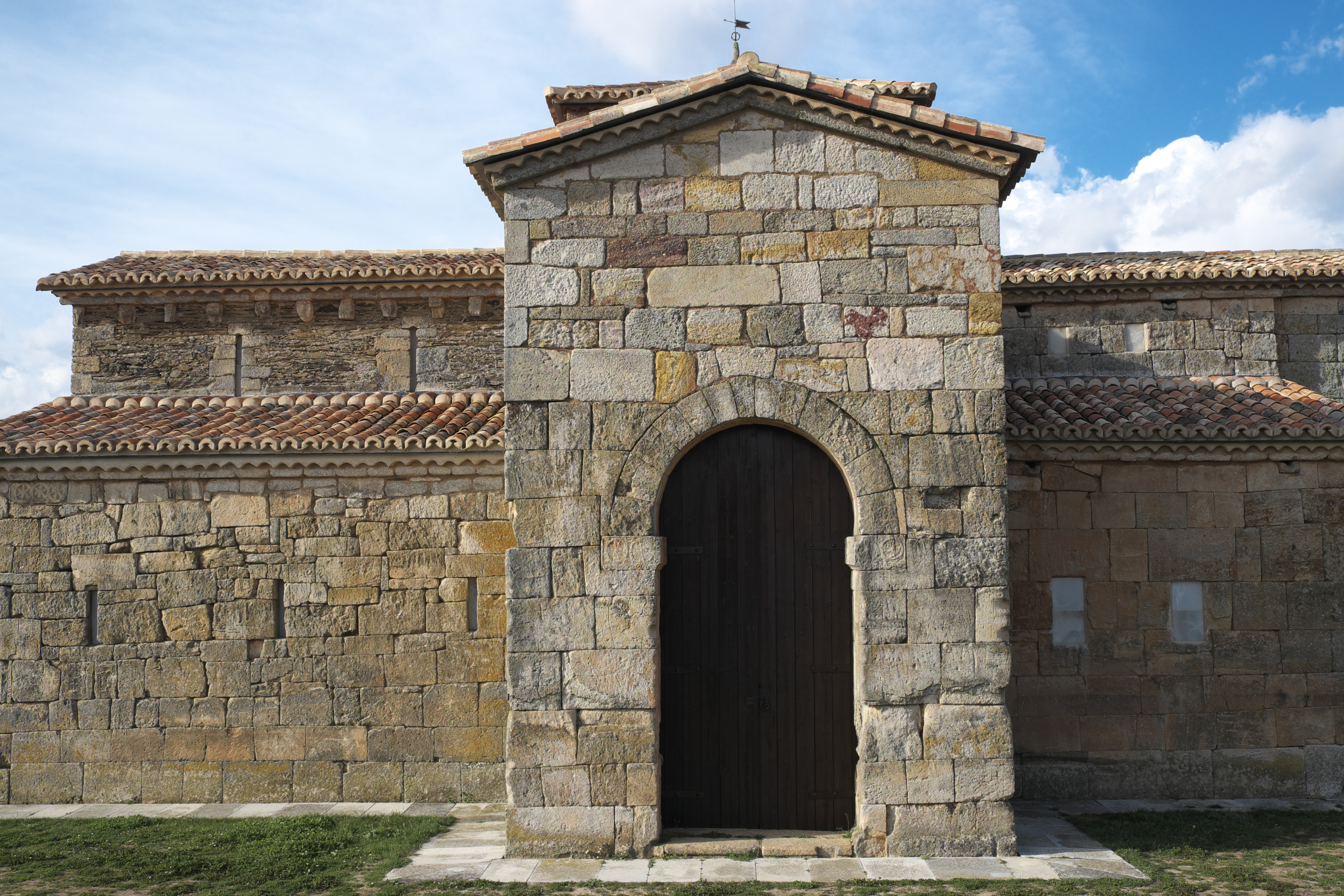
Iglesia de San Pedro de la Nave.

El municipio cuenta con la presencia de la iglesia visigoda de San Pedro de la Nave que, situada en la localidad de El Campillo, es monumento nacional desde el 22 de abril de 1912.
Una de las curiosidades de este templo es que su ubicación actual no es la que corresponde a su antiguo emplazamiento, al haber sido trasladada por el constructor Gregorio Prieto Gato en los años treinta para salvarlo de la inundación del embalse del Esla.

### Otros monumentos
En Almendra podemos ver la iglesia de San Juan Bautista, templo edificado utilizando piedra y pizarra con un interesante crucifijo gótico de los siglos XIV-XV.
En Valdeperdices se encuentra la iglesia de la Asunción de la Virgen, en el que destaca su cruz parroquial, plana y de metal, de los siglos XIII-XIV.
Asimismo, hay que señalar los puentes que cruzan el embalse del Esla, así como los escarpes rocosos de pizarra que se dan en los bordes del embalse.

## Fiestas
A mediados de agosto los tres pueblos, Almendra, El Campillo y Valdeperdices se reúnen en unas praderas junto a la carretera para celebrar juntos la “Fiesta del Campo”, con actividades variadas.
Asimismo, el 22 de septiembre, El Campillo festeja a San Mateo y el último domingo, Valdeperdices celebra el Ofertorio.
En Valdeperdices también se celebra la Nochebuena con una emotiva representación o “Pastorada” y “Cordera”. En El Campillo se celebra la Santa Cruz (3 de mayo), cuando se bendicen los “panes”, nombre que reciben los campos sembrados de cereal. Se festeja también San Gregorio como en Almendra el 9 de mayo.